# Gleiwitz III
Gleiwitz III – niemiecki nazistowski podobóz Auschwitz-Birkenau, zlokalizowany w Gliwicach.
Obóz został założony na terenie nieczynnej huty, która należała do koncernu Vereinigte Oberschlesische Hüttenwerke A.G., której część oddano w dzierżawę ewakuowanej z Krakowa, znajdującej się pod niemieckim zarządem, dawnej polskiej firmie Zieleniewski Maschinen und Waggonbau GmbH. W końcu lipca 1944 do obozu przywieziono pierwszy transport więźniów. Zostali ulokowani w jednym z murowanych budynków fabrycznych. Stan obozowy więźniów w październiku 1944 wynosił około 600 osób, głównie mężczyzn.
Praca więźniów polegała początkowo na porządkowaniu terenu, wznoszeniu ogrodzenia z drutu kolczastego, wyładunku oraz montażu maszyn w halach fabrycznych. Produkcję zdołano uruchomić pod koniec roku. Więźniowie zostali wtedy zatrudnieni przy wytwarzaniu kół do wagonów kolejowych, lawet do armat przeciwlotniczych, części min morskich oraz do pocisków artyleryjskich. Czas pracy w zakładach wynosił około 10–12 godzin.
W styczniu 1945 nastąpiła ewakuacja więźniów, lecz prędko zawrócono ich do opróżnionego obozu Blechhammer. Z Blechhammer część więźniów wymaszerowała do obozu Gross-Rosen. Część więźniów zdołała się ukryć lub zbiec. Ci więźniowie, którym nie udało się uciec, zostali krótko przed wyzwoleniem zastrzeleni przez SS-manów.
W miejscu obozu zachowały się wieże strażnicze oraz części ogrodzenia. Przy odlewni, w miejscu byłego baraku obozowego, wystawiono pomnik ku czci więźniów. Znajduje się on na terenie Gliwickich Zakładów Urządzeń Technicznych.